# Vryheid
Vryheid es una ciudad de explotación hullera y de cría de ganado en KwaZulu-Natal, Sudáfrica. Vryheid significa en afrikáans "libertad".
Luego de que los británicos y los mercenarios bóer hubieran ayudado a Dinuzulu a derrotar a su rival Usibepu en la sucesión del trono zulú, la tierra y los derechos de cultivo les fueron concedidos a lo largo de las márgenes del río Mfolozi. El 5 de agosto de 1884 los mercenarios formaron la Nieuwe Republiek (Nueva República) con Vryheid como su capital. Fue incorporada más tarde a la República de Sudáfrica, pero al final de Segunda Guerra Anglo-Bóer la ciudad y su área circundante quedaron absorbidas en Natal.
- Datos: Q1023254
- Multimedia: Vryheid / Q1023254